# Andrômeda XIV
Andrômeda XIV é uma galáxia anã esferoidal (dSph) que está localizada na constelação de Andrômeda. É uma galáxia satélite da Galáxia de Andrômeda (M31) e sua descoberta foi concluída em 2007. Esta galáxia está situada no Grupo Local a uma distância de cerca de 2,4 milhões de anos-luz do nosso sistema solar.